# Epulu (rivière)
Epulu est un des affluents principaux de l'Ituri située en province Orientale de la république démocratique du Congo.